# Сєвероморськ
Сєвероморськ (рос. Североморск; до 18 квітня 1951 року - Ваєнга) — місто, центр однойменного міського округу на Мурманському березі, ЗАТО.
Розташоване на Кольському півострові. Морський порт на східному березі незамерзаючої Кольської затоки Баренцевого моря. Сполучене із залізничною лінією та автомагістраллю. Військово-морська база Північного флоту Росії. Шосте за населенням місто за північним полярним колом.
Населення — 43 394 осіб. (2023)

## Фізико-географічний опис

### Географічне положення
Севєроморськ розташований на Кольском півострові за Північним полярним колом, в зоні поширення багаторічних пород, на скелястому східному узбережжі Кольського затоку Баренцева моря, на узбережжях губ Варламова та Ваєнги.

### Клімат
В Севєроморську помірно-холодний клімат. Значна кількість опадів протягом року, навіть у сухі місяці. По класифікації кліматів Кеппена — субарктичний клімат з коротким прохолодним літом (індекс Dfc) і постійним зволоженням протягом року. Середня температура в Севєроморську — 0,2 °C, середня кількість опадів в рік складає 475 мм.
| Клімат Севєроморська    | Клімат Севєроморська | Клімат Севєроморська | Клімат Севєроморська | Клімат Севєроморська | Клімат Севєроморська | Клімат Севєроморська | Клімат Севєроморська | Клімат Севєроморська | Клімат Севєроморська | Клімат Севєроморська | Клімат Севєроморська | Клімат Севєроморська | Клімат Севєроморська |
| Показник                | Січ.                 | Лют.                 | Бер.                 | Квіт.                | Трав.                | Черв.                | Лип.                 | Серп.                | Вер.                 | Жовт.                | Лист.                | Груд.                | Рік                  |
| Середній максимум, °C   | −7,2                 | −7,5                 | −3,2                 | 1,4                  | 6,5                  | 13,3                 | 16,7                 | 14,6                 | 9,1                  | 3,0                  | −2,2                 | −5,4                 | 3,3                  |
| Середня температура, °C | −10,4                | −10,6                | −6,3                 | −1,6                 | 3,4                  | 9,4                  | 12,8                 | 11,3                 | 6,7                  | 1,2                  | −4,6                 | −8,4                 | 0,2                  |
| Середній мінімум, °C    | −13,6                | −13,6                | −9,3                 | −4,6                 | 0,4                  | 5,5                  | 8,9                  | 8,1                  | 4,4                  | −0,5                 | −6,9                 | −11,3                | −2,7                 |
| Норма опадів, мм        | 31                   | 22                   | 20                   | 22                   | 30                   | 52                   | 61                   | 61                   | 52                   | 46                   | 42                   | 36                   | 475                  |
| ----------------------- | -------------------- | -------------------- | -------------------- | -------------------- | -------------------- | -------------------- | -------------------- | -------------------- | -------------------- | -------------------- | -------------------- | -------------------- | -------------------- |

## Історія
Перше поселення виникло на місці нинішнього міста у 1896—1897 роках. Поселенці займалися полюванням, риболовлею та скотарством. В 1917 році в поселені мешкало всього 13 осіб. Поселення отримало назву по імені губи та річки — Ваєнга. Ця назва у свою чергу виникло від саамського «вайонгг» — самка оленя, важенка.

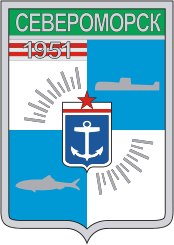
Герб (1966)

### Виникнення Бази Північного Флоту
У 1926 році в Мурманську буда заснована контора по заготівлі лісу, одна з артілей якої була направлена у Ваєнгу. В поселені були побудовані барак-гуртожиток, баня, прокладена лінія телефонного зв'язку.
У 1933 році бухта була обрана в якості одній із баз для створюваного Північного флоту.
З 1934 року і до початку Другої світової війни в місті були побудовані дерев'яні та цегляні дома, військові об'єкти, а в сусідній губі аеродром морської авіації. З серпня 1941 року все будівництво було замороженим.
Після закінчення війни будівництво було відновлено. Ваєнга, з урахуванням наявного облаштування, була вибрана головним місцем базування Північного флоту.
1 вересня 1947 року з Полярного в Ваєнгу перебазувались штаб та управління Північного флоту.

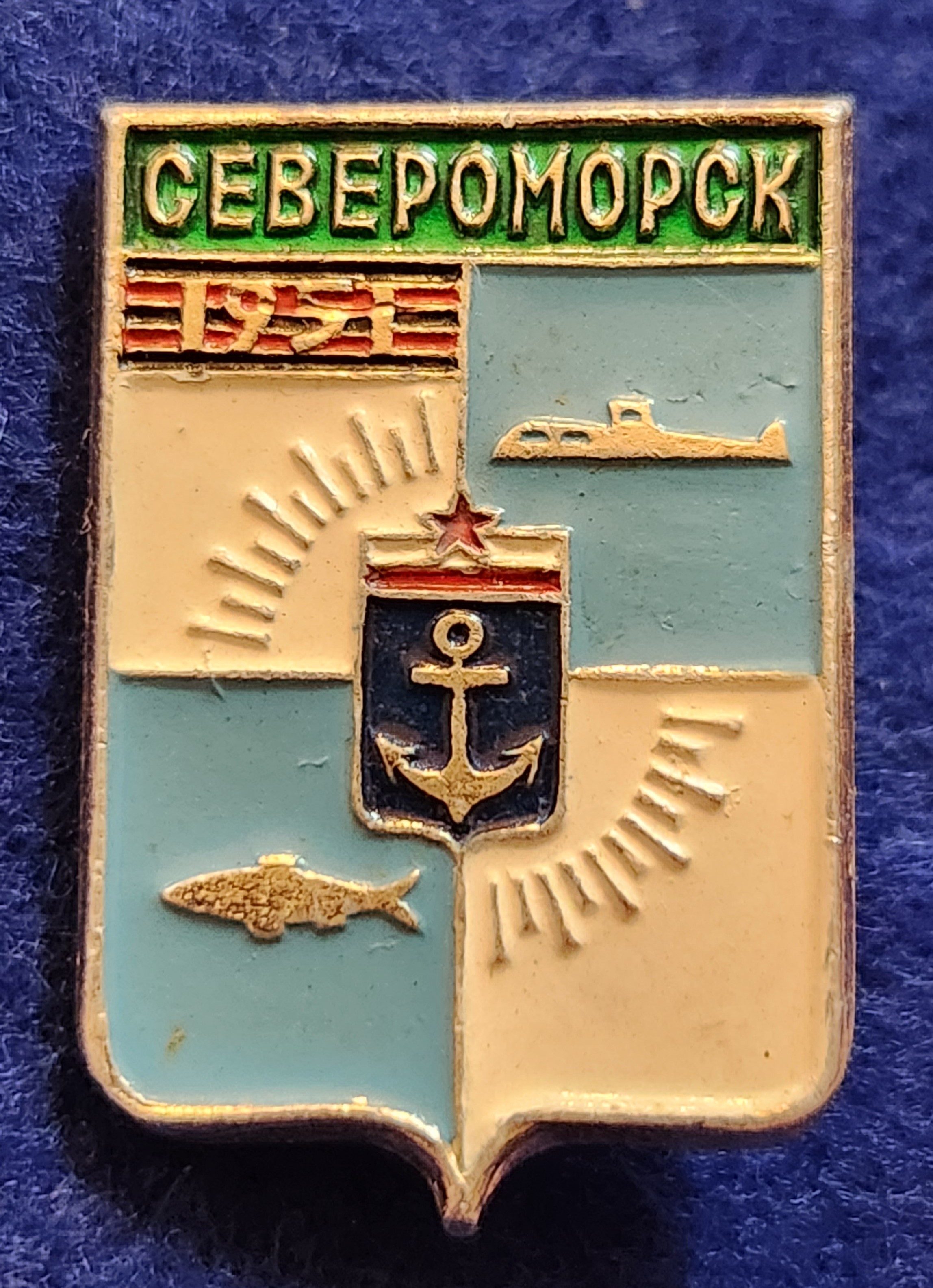
Севєроморськ 1951 значок герб

У тому ж 1947 році була відкрита перша середня школа. Населення Ваєнги складало 3884 осіб.
У 1948 році у Ваєнзі вперше був утворено селищну Раду депутатів трудящих.

### Сєвєроморськ

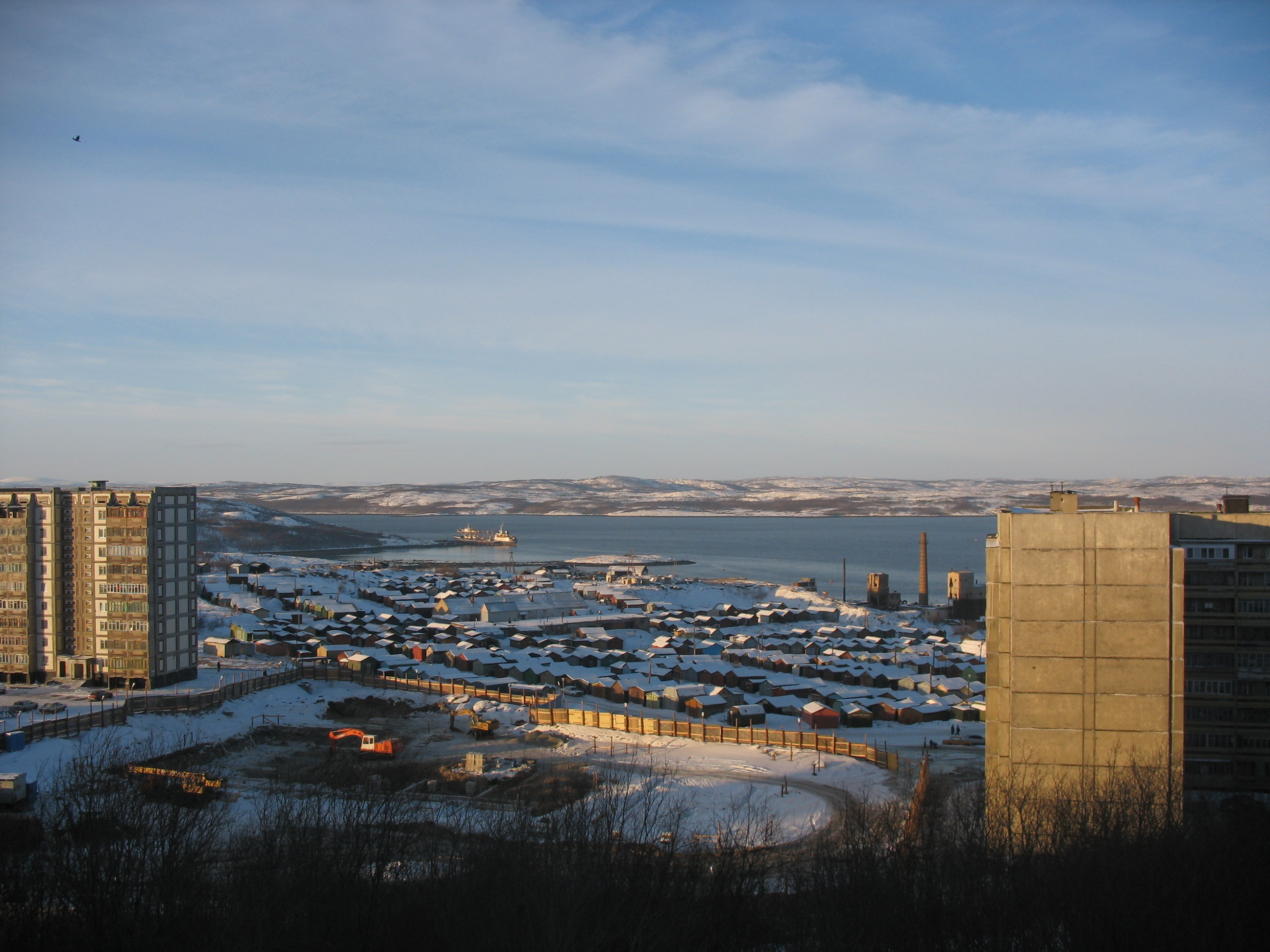
Севєроморськ, вид на Кольську затоку

18 квітня 1951 року робоче селище Ваєнга отримало новий статус і нова назва — місто Сєвєроморськ.
У 1960-м рокам місто було вже ґрунтовно облаштований — виробляли свою продукцію хлібозавод, ковбасна фабрика, цех по виробництву безалкогольних напоїв, вступив в дію плавальний басейн.
26 листопада 1996 року Указом Президента РФ місто Сєвєроморськ як велика військово-морська база перетворений в ЗАТО (міський округ) з включенням до його підпорядкування населених пунктів: селища міського типу Сафоново, Росляково, Сафоново-1, Севєроморськ-3, Щукозеро. (див. ЗАТО місто Сєвєроморськ).

## Населення
За даними Всеросійського перепису населення 2020 року, чисельність населення складає 50060 осіб, з них 26503 чоловіків (52,9 %) і 23557 жінок (47,1 %).

## Місцевий уряд
Голова ЗАТО м. Сєвєроморськ — Прасов Олег Олександрович (з грудня 2020 року).
Виконавчу владу з 1991 року очолював Віталій Волошин. Весною 2011 року він був затверджений на конкурсній основі на пост голови адміністрації ЗАТО м. Сєвєроморськ. З 16 квітня 2013 року цю посаду займала Ірина Норина.

## Промисловість
Промисловість представлена в основному підприємствами харчової промисловості: молочний завод. Раніше в місті працювали також ковбасний завод, хлібозавод та завод безалкогольних напоїв.
Також в місті є будівельні і судноремонті підприємства і добре розвинута інфраструктура ЖКГ, побутових послуг і торгівлі.

## Освіта
- Вечірня середня школа № 1 (вул. Фулика, 1)
- Гімназія № 1 (Полярная вул., 11)
- Середня школа № 1 імені Героя Радянського Союза Івана Сивко (вул. Кірова, 19)
- Середня школа № 7 імені Героя Російської Федерації Марка Євтюхіна (вул. Саши Ковалєва, 7)
- Середня школа № 9 (Гвардійська вул., 26)
- Середня школа № 10 імені Константина Івановича Душенова (вул. Душенова, 13А)
- Середня школа № 11 (Комсомольска вул., 33)
- Середня школа № 12 (вул. Душенова, 19)
- Ліцей 1 (вул. Піонерська)

## Визначні місця
- Пам'ятник Героям-Сєвєроморцям, захисникам Заполяр'я — символ міста, це фігура моряка з автоматом у руках висотою 17 метрів на п'єдесталі у вигляді рубки підводного човна висотою 10 метрів. Встановлений на Приморській площі 10 червня 1973 року. Автори скульптури — скульптори Г. В. Нерода і Ю. Г. Нерода, архітектори О. М. Душкін и А. А. Шашков.
- Пам'ятник Героям-артилеристам 221-А Червонопрапорної батареї Північного флоту — один з самих відомих пам'ятників міста. Це 130-міліметрова корабельна гармата на бетонному постаменті. Відкритий на Північній сопці у Приморський площі 6 листопада 1961 року. Автори скульптури — архітектори А. А. Шашков, Т. Н. Шашкова. А. Вейсман, Е. Пантелеймонов.
- Пам'ятник авіаторам-сєвєроморцям «Літак Іл-4» — відкритий у Сєвєроморську (пл. Мужності) 26 липня 1981 р. Цей літак виявили в сопках пошуковики[6], доставили в місто, а потім майже протягом року виконували трудомістку та ретельну відновлювальну роботу. Автори: архітектори Г. И. Євдокимова, С. А. Бачурин; інженер А. В. Страшний.
- Меморіал Сєвєроморцям, не повернулися з війни — пам'ятник у вигляді військової техніки МТ-ЛБ урочисто відкритий у Сєвєроморьку 19 липня 2013 года на площі Мужності (біля літака Іл-4). Присвячений військовим, загиблим при виконанні обов'язків у Афганістані та Північно-кавказького регіоні[7].
- Пам'ятник «Торпедний катер ТКА-12» — відкритий в Сєвєморську (пл. Мужності) 31 липня 1983 р. Цим катером в роки Другої Світової війни командував двічі Герой Радянського Союзу Олександр Осипович Шабалін. Автори: архітектори В. В. Олексієв, В. А. Гопак; інженер А. П. Страшний.
- Пам'ятник офіцерам Північного флоту[8]
- Бюст двічі Героя Радянського Союза Б. Ф. Сафонова — встановлений в місті Сєвєроморськ (пл. Сафонова) у 1967 році. Автори пам'ятника — скульптор Э. И. Кітайчук и архітектор А. А. Шашков.
- Бюст Героя Російської Федерації Т. А. Апакідзе — встановлений в місті (пл. Сафонова) в липні 2003 року. Автори пам'ятника — сєвєроморські художники С. Абаріна и П. Абарін, головний інженер проекту А. Ф. Речіц.
- Музей «Підводний човен К-21» — філіал Військово-морського музею Північного флоту, відкритий в липні 1983 року (пл. Мужності).
- Севєроморський музей історії міста і флоту — відкритий за рішенням адміністрації ЗАТО Севєроморськ в жовтні 1996 року (вул. Сафонова).

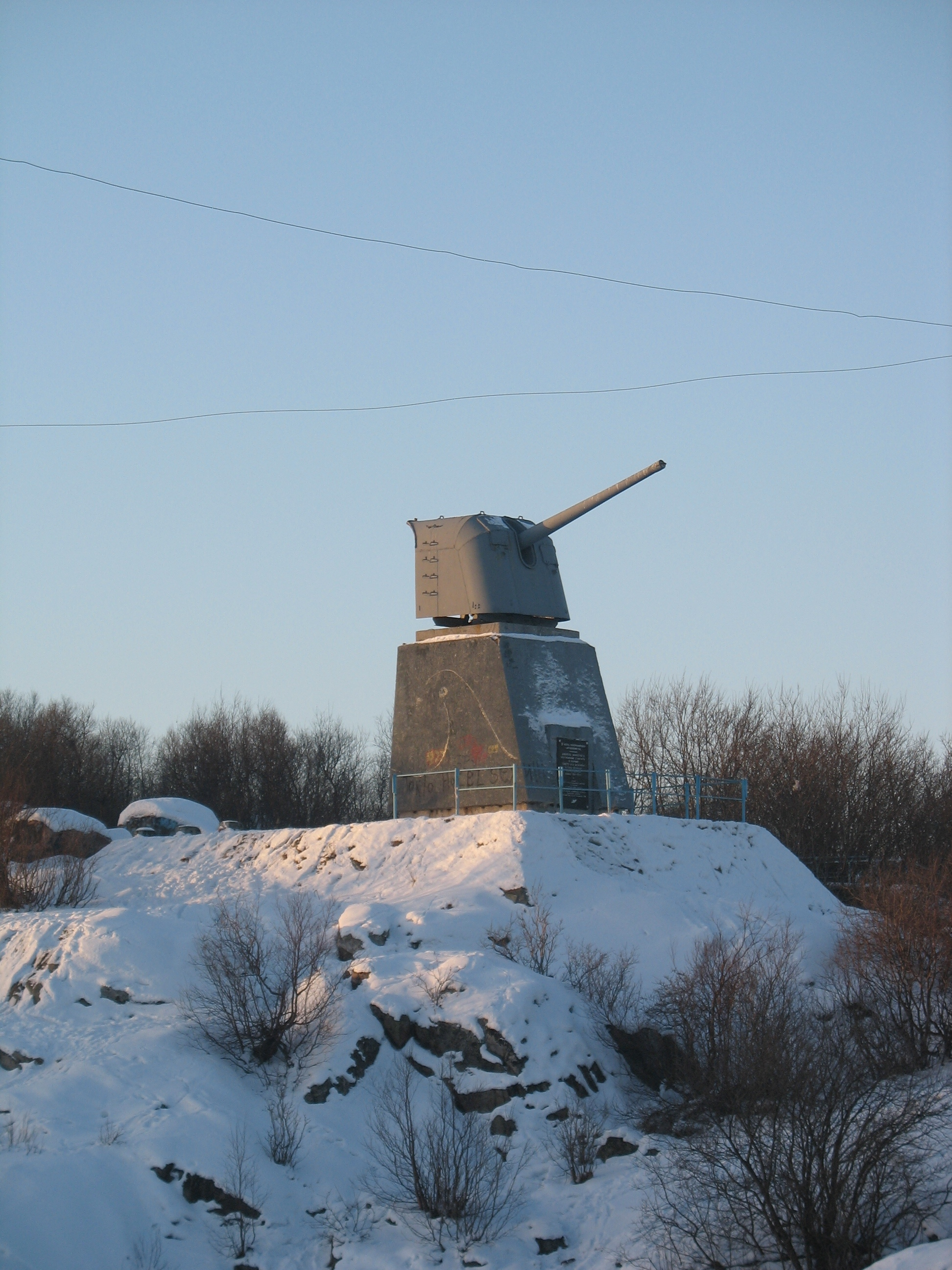
Пам'ятник героям-артилеристам
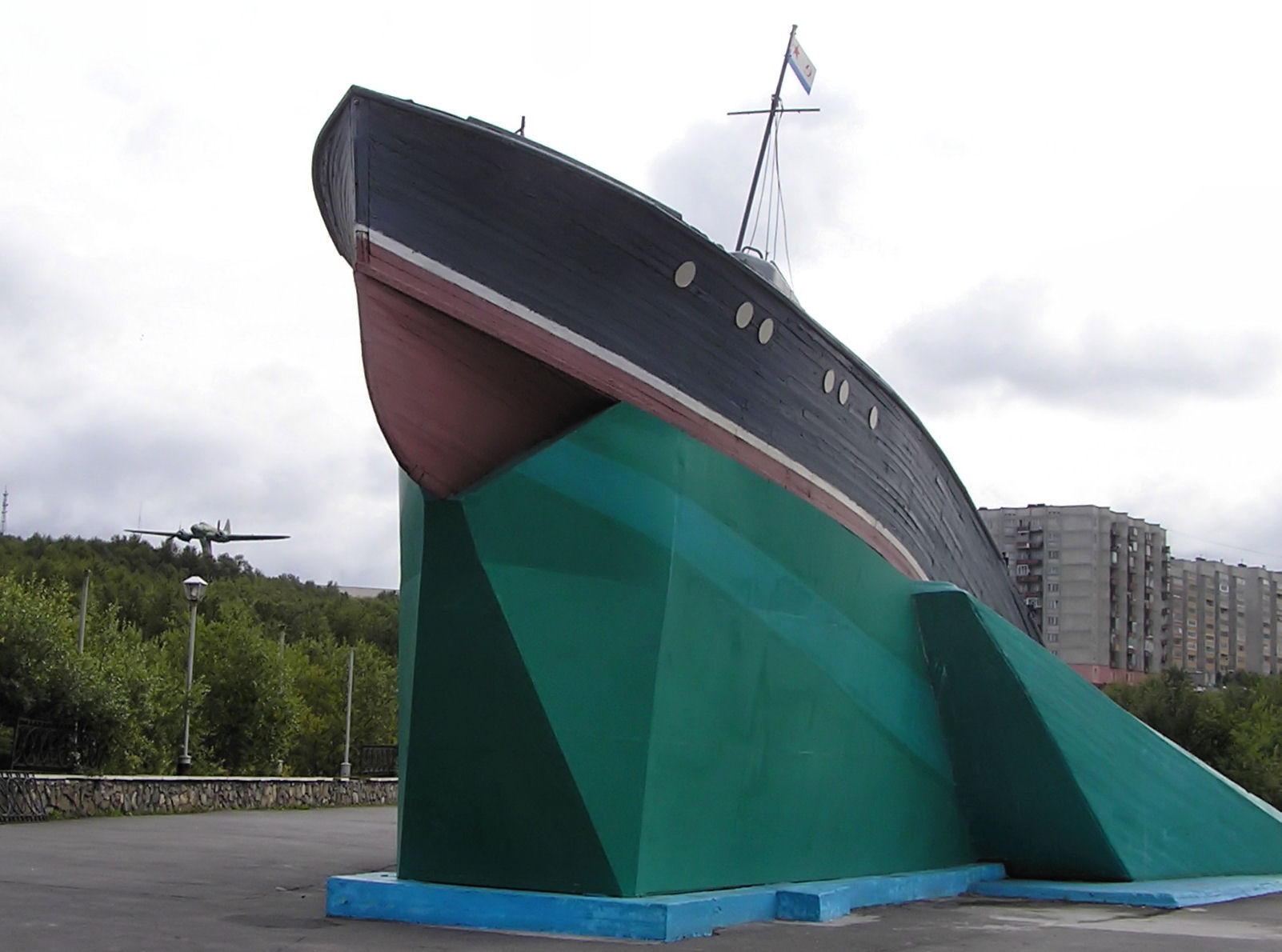
Торпедний катер «ТКА-12»
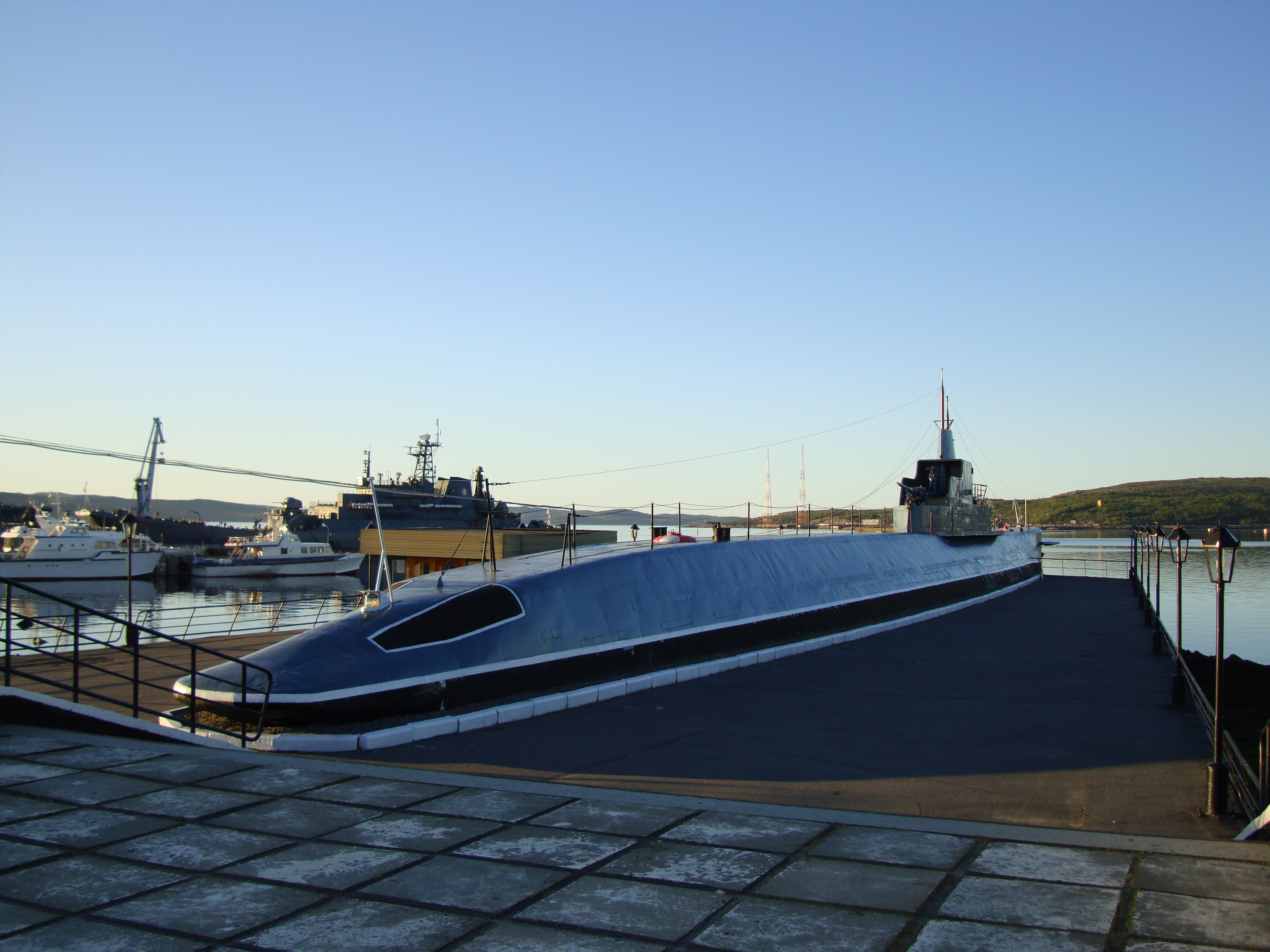
Підводний човен К-21. Філіал Військово-морського музею Північного флоту

## Міста побратими та міста партнери

### Побратими
- Тервола, Фінляндія[9]

- Кемі, Фінляндія[9]

- Сер-Варангер, Норвегія[9]

### Партнери
- Грозний, Росія[10]

## Українці в Сєвєроморську
У морській піхоті Північного флоту СРСР проходив службу офіцер Сергій Кульчицький — Герой України, бойовий генерал часів Російської збройної агресії проти України 2014-го. В 1989-му він підняв синьо-жовтий прапор над Сєвєроморськом[неавторитетне джерело].
Також у 1971 р. у місті Сєвєроморськ народився хореограф, танцівник, співак і телеведучий Дмитро Коляденко.